# Полднева (Полевський міський округ)
Полдне́ва (рос. Полдневая) — село у складі Полевського міського округу Свердловської області.
Населення — 1427 осіб (2010, 1596 у 2002).
Національний склад станом на 2002 рік: росіяни — 83 %.